# EM i landevejscykling 2015
EM i landevejscykling 2015 blev afholdt i Tartu, Estland. Mesterskaberne blev arrangeret af Union Européenne de Cyclisme.

## Medaljeoversigt efter lande
Værtsnation
| Placering | Land        | Guld | Sølv | Bronze | Total |
| --------- | ----------- | ---- | ---- | ------ | ----- |
| 1         | Poland      | 3    | 0    | 0      | 3     |
| 2         | Italy       | 1    | 2    | 1      | 4     |
| 2         | Russia      | 1    | 2    | 1      | 4     |
| 4         | Germany     | 1    | 0    | 3      | 4     |
| 4         | Netherlands | 1    | 0    | 3      | 4     |
| 5         | Slovakia    | 1    | 0    | 0      | 1     |
| 6         | Ukraine     | 0    | 2    | 0      | 2     |
| 7         | Norway      | 0    | 1    | 0      | 1     |
| 7         | Belgium     | 0    | 1    | 0      | 1     |
| Total     | Total       | 8    | 8    | 8      | 24    |

## Medaljevindere
| Konkurrence                  | Guld                         | Guld     | Sølv                         | Sølv | Bronze                           | Bronze |
| ---------------------------- | ---------------------------- | -------- | ---------------------------- | ---- | -------------------------------- | ------ |
| Herrernes U23 konkurrencer   |                              |          |                              |      |                                  |        |
| Linjeløb                     | Erik Baška · Slovakiet       | 3t36'49" | Mamyr Stash · Rusland        | s.t. | Davide Martinelli · Italien      | s.t.   |
| Enkeltstart                  | Steven Lammertink · Holland  | 38'32"   | Marlen Zmorka · Ukraine      | +4"  | Maximilian Schachmann · Tyskland | +16"   |
| Damernes U23 konkurrencer    |                              |          |                              |      |                                  |        |
| Linjeløb                     | Katarzyna Niewiadoma · Polen | 3t16'15" | Ilaria Sanguineti · Italien  | s.t. | Thalita de Jong · Holland        | s.t.   |
| Enkeltstart                  | Mieke Kröger · Tyskland      | 24' 57"  | Olga Shekel · Ukraine        | + 8" | Corinna Lechner · Tyskland       | + 19"  |
| Drengenes juniorkonkurrencer |                              |          |                              |      |                                  |        |
| Linjeløb                     | Alan Banaszek · Polen        | 2t50'19" | Stan Dewulf · Belgien        | s.t. | Dennis van der Horst · Holland   | s.t.   |
| Enkeltstart                  | Nikolai Ilechev · Rusland    | 23'02"   | Tobias Foss · Norge          | +2"  | Max Singer · Tyskland            | +8"    |
| Pigernes juniorkonkurrencer  |                              |          |                              |      |                                  |        |
| Linjeløb                     | Nadia Quagliotto · Italien   | 1t54'26" | Rachele Barbieri · Italien   | s.t. | Karina Kasenova · Rusland        | s.t.   |
| Enkeltstart                  | Agnieszka Skalniak · Polen   | 19'33"   | Kseniia Tcymbaliuk · Rusland | +13" | Yara Kastelijn · Holland         | +29    |